# Smodicinodes kovaci
Espèce
Smodicinodes kovaci est une espèce d'araignées aranéomorphes de la famille des Thomisidae.

## Distribution
Cette espèce est endémique du Selangor en Malaisie,.

## Description
La femelle holotype mesure 4,67 mm.

## Étymologie
Cette espèce est nommée en l'honneur de Damir Kovac.

## Publication originale
- Ono, 1993 : An interesting new crab spider (Araneae, Thomisidae) from Malaysia. Bulletin of National Science Museum, Tokyo, sér. A, vol. 19, no 3, p. 87-92 (texte intégral).